# Eper-Graeser Venn
Das Naturschutzgebiet Eper-Graeser Venn liegt auf dem Gebiet der Städte Ahaus und Gronau im Kreis Borken in Nordrhein-Westfalen. Es ist benannt nach Graes, dem südlich gelegenen Stadtteil von Ahaus, und nach Epe, dem nordöstlich gelegenen Stadtteil von Gronau.
Das aus vier Teilflächen bestehende Gebiet erstreckt sich nördlich der Kernstadt Ahaus und südwestlich der Kernstadt Gronau. Nördlich verläuft die Landesstraße L 566 und südwestlich die L 560. Westlich verläuft die B 70 und die Staatsgrenze zu den Niederlanden, östlich verläuft die A 31. Westlich erstreckt sich das 8,93 km² große Naturschutzgebiet Amtsvenn – Hündfelder Moor. 

## Bedeutung
Für Ahaus und Gronau ist seit 1988 ein 366,8 ha großes Gebiet unter der Kenn-Nummer BOR-009 als Naturschutzgebiet ausgewiesen.